# Belle (Disney)
Belle is een personage uit de Disneyfilm Belle en het Beest uit 1991. Belle werd als vijfde personage toegevoegd aan de lijst met Disneyprinsessen.

## Beschrijving
Belle werd bedacht door Gabrielle-Suzanne Barbot de Villeneuve, de originele schrijfster van Belle en het Beest. De Disneyversie is door scenarioschrijver Linda Woolverton aangepast, die het karakter van Belle baseerde op Josephine March in de film Little Women uit 1933.
Belle heeft bruin haar en bruine ogen. Ze draagt een witte jurk met blauw schort en blauwe strik in het haar. Op het bal draagt ze een lichtgele jurk met een rode roos in haar hand.
Belle woont met haar vader Maurice, een slimme uitvinder, op het Franse platteland. Belle is het knapste meisje van het dorp en brengt haar tijd het liefst door met lezen. Wanneer haar vader wordt opgesloten door Beest biedt zij haar eigen vrijheid in ruil voor het vrijlaten van haar vader. Uiteindelijk leert Belle om van het Beest te houden, ondanks zijn lelijke uiterlijk.